# Sân bay quốc tế Juana Azurduy de Padilla
Sân bay quốc tế Juana Azurduy de Padilla (IATA: SRE, ICAO: SLSU) là một sân bay phục vụ Sucre, Bolivia, thủ đô theo hiến pháp của quốc gia này.
Đường băng nằm ở độ cao 2900 m, nhiều người khi xuống sân bay này đã bị say độ cao. Độ cao này cũng khiến cho sân bay này nhiều mây, khó hạ cánh. Cũng giống như nhiều sân bay khác ở Mỹ Latin, sân bay này không mở cửa 24/24 h mà chỉ từ bình minh đến hoàng hôn.
Sân bay này lớn thứ hai ở Bolivia, sau Viru Viru ở Santa Cruz de la Sierra.
Sân bay được đặt tên theo Juana Azurduy de Padilla, người đã đấu tranh cho độc lập của Boliviar từ Tây Ban Nha.

## Các hãng hàng không và các tuyến bay
- Aerolineas Argentinas (Salta)
- Aerosur (La Paz, Santa Cruz)
- LAB (Cochabamba, Santa Cruz)